# Municipio de Reed (Ohio)
El municipio de Reed (en inglés: Reed Township) es un municipio ubicado en el condado de Seneca en el estado estadounidense de Ohio. En el año 2010 tenía una población de 848 habitantes y una densidad poblacional de 8,48 personas por km².

## Geografía
El municipio de Reed se encuentra ubicado en las coordenadas 41°7′27″N 82°53′46″O / 41.12417, -82.89611. Según la Oficina del Censo de los Estados Unidos, el municipio tiene una superficie total de 100 km², de la cual 100 km² corresponden a tierra firme y (0 %) 0 km² es agua.

## Demografía
Según el censo de 2010, había 848 personas residiendo en el municipio de Reed. La densidad de población era de 8,48 hab./km². De los 848 habitantes, el municipio de Reed estaba compuesto por el 99,41 % blancos, el 0,12 % eran afroamericanos, el 0,24 % eran asiáticos y el 0,24 % eran de una mezcla de razas. Del total de la población el 1,06 % eran hispanos o latinos de cualquier raza.